# Iglesia de San Pedro Apóstol (Aldeanueva de la Vera)
La iglesia de San Pedro Apóstol es un inmueble de la localidad española de Aldeanueva de la Vera, en la provincia de Cáceres.

## Descripción
El edificio se encuentra en la localidad española de Aldeanueva de la Vera, perteneciente a la provincia de Cáceres, en la comunidad autónoma de Extremadura. Se menciona como iglesia parroquial del lugar en el primer volumen del Diccionario geográfico-estadístico-histórico de España y sus posesiones de Ultramar de Pascual Madoz, donde aparece descrita con las siguientes palabras:

una igl. parr. en el centro de la pobl., dedicada á S. Pedro Apóstol, cuya bóveda se construyó en el año 1690, con un átrio al S. del edificio, de su misma estension y bien enlosado: está servida por un cura rector, un vicario ó teniente, y un beneficiado simple.
(Madoz, 1845, p. 504)